# Alessia Filippi
Alessia Filippi (Roma, 23 giugno 1987) è un'ex nuotatrice italiana.
Ha iniziato la carriera nelle specialità del dorso e dei misti, per poi raggiungere i migliori risultati negli 800 m e 1500 m stile libero, gara in cui è stata campionessa mondiale. È stata tesserata per le Fiamme gialle e per l'Aurelia Nuoto Unicusano.

## Biografia

### Apparizioni televisive
Ha fatto parte della Giuria di Qualità della categoria "Giovani" in occasione del Festival di Sanremo 2008.
Nel 2011 ha fatto una breve apparizione nella miniserie tv Come un delfino con Raoul Bova. Nello stesso anno partecipa come concorrente al programma di Rai1, Ballando con le stelle.
Nel 2013 partecipa come giudice al reality sui tuffi JUMP! Stasera mi tuffo su Canale 5.

### Esperienza politica
Alle elezioni comunali a Roma del 2016 si candida nella Lista civica Giachetti Sindaco a sostegno appunto di Roberto Giachetti.

## Carriera
Ha iniziato a nuotare a 3 anni. Le prime vittorie nelle categorie giovanili le ha raggiunte sotto la guida dell'allenatore Riccardo Pontani. Nel 2000 è passata in prima squadra all'Aurelia Nuoto Unicusano con Cesare Butini che l'ha portata alla convocazione in nazionale assoluta. Nel 2002 è salita per la prima volta sul podio ai campionati italiani estivi ed ha fatto l'esordio agli europei giovanili di Linz; ha partecipato alla manifestazione anche l'anno dopo, a Glasgow.
Nel 2004 ha fatto grandi progressi sia in campo nazionale, vincendo i suoi primi titoli nei misti, nel dorso e in staffetta (sono stati sette in quell'anno), che con la squadra italiana: viene convocata in primavera per i suoi primi campionati europei di Madrid entrando nella finale dei 400 m misti e nell'agosto successivo ha partecipato ai Giochi olimpici di Atene in cui si è fermata alle batterie in tutte e quattro le gare disputate. A fine anno ha fatto l'esordio anche agli europei in vasca corta di Vienna dove ha ottenuto un quinto posto nei 400 misti e un settimo con la staffetta mista.
In campo nazionale il 2005 l'ha vista confermarsi come la migliore mistista e dorsista italiana: in totale ha vinto nove titoli nei tre campionati disputati. In campo internazionale ha vinto le sue prime medaglie a fine giugno ai Giochi del Mediterraneo, dove ha conquistato due ori nei 400 misti e nei 200 m dorso e tre bronzi nei 200 m misti, nella staffetta mista e in quella 4×200 m stile. Poche settimane dopo ha esordito ai mondiali di Montréal arrivando quinta nella finale dei 200 m dorso e in quella della staffetta mista assieme a Chiara Boggiatto, Ambra Migliori e Federica Pellegrini.

### 2006 - 2009: l'apice della carriera
A fine 2005 ha effettuato anche il tesseramento militare pur senza lasciare il suo club e si è trasferita ad allenarsi nel centro sportivo della Guardia di Finanza, dove ha trovato un nuovo tecnico, Andrea Palloni. Il 2006 è stato l'anno in cui la Filippi, oltre a confermarsi atleta di primo piano in Italia (ha vinto otto titoli in totale quell'anno, tra cui il primo negli 800 m stile libero) lo è diventata anche in campo europeo e mondiale. A marzo, ai mondiali di Shanghai ha nuotato in quattro finali, giungendo ai piedi del podio nei 200 m dorso e vincendo la sua prima medaglia mondiale: argento nei 400 m misti dietro alla cinese Qi Hui e stabilendo il nuovo record italiano. In staffetta ha collezionato un quarto posto nella 4×200 m (assieme a Flavia Zoccari, Simona Ricciardi e Federica Pellegrini) e il settimo nella staffetta 4×100 stile (compagne: Zoccari - Cristina Chiuso - Pellegrini).
Il periodo di forma mostrato ai mondiali è proseguito ai campionati europei di Budapest dello stesso anno: oro nei 400 misti con la prima prestazione mondiale del 2006 e quarta prestazione mondiale di sempre. La Filippi è stata la prima donna italiana a vincere l'oro in un campionato europeo in vasca lunga. Ha vinto anche il bronzo (con primato italiano) nei 200 m misti e nuotato in finale sia nei 400 m stile libero, giungendo a 30 centesimi dal podio, che con la 4×200 m. A fine anno ha rivinto il titolo dei 400 m misti agli europei in vasca corta di Helsinki, dove è stata anche finalista nella 4×50 e nei 400 m stile libero.
Nel 2007 rompe con la Guardia di Finanza e torna stabilmente nella squadra dell'Aurelia Nuoto, dove si allenerà con Cesare Butini, sotto la supervisione tecnica del CT Alberto Castagnetti. I mondiali di quell'anno svoltisi a Melbourne non sono brillanti a causa di un virus che la colpisce poco tempo prima, impedendole di allenarsi e costringendola a portare un programma ridotto: ottiene come miglior risultato l'ottavo posto nella finale dei 200 dorso. È tornata al successo tra l'estate e l'inverno sia ai campionati italiani che a quelli europei in vasca corta di Debrecen dove è tornata a vincere l'oro nei 400 m misti ed ha mostrato di essere competitiva negli 800 m vincendo la medaglia di bronzo dopo essersi fermata ai 750 metri convinta che la gara fosse finita e riprendendo una volta accortasi dell'errore.
I campionati europei del 2008 sono stati disputati in marzo per non sovrapporre la preparazione con quella olimpica. Ad Eindhoven la Filippi si è presentata nello stile libero in cui ha ottenuto il quarto posto nella finale dei 400 m e l'oro in quella degli 800 m (col primato italiano e la qualificazione per i Giochi olimpici), nei misti vincendo il quarto titolo europeo nei 400 m e con la staffetta 4×200 m che con Federica Pellegrini, Alice Carpanese e Renata Spagnolo ottiene il terzo posto in finale. Un mese dopo gli europei è stata convocata anche ai mondiali in vasca corta di Manchester, dove ha ottenuto "solo" due quinti posti negli 800 m e nei 400 m misti. Il 16 luglio 2008 ai campionati estivi ha stabilito il nuovo primato europeo dei 1500 m stile libero (e terza prestazione mondiale di tutti i tempi), con il tempo di 15'52"84.
Ai Giochi olimpici di Pechino si è piazzata quinta nei 400 m misti e, il 16 agosto ha conquistato la medaglia d'argento olimpica negli 800 m stile libero preceduta all'arrivo da Rebecca Adlington e davanti a Lotte Friis, migliorando il suo primato italiano con il tempo di 8'20"23. Con la staffetta 4×200 m ha nuotato in finale giungendo quarta insieme a Renata Spagnolo, Flavia Zoccari e Federica Pellegrini e migliorando il primato europeo.
La stagione in vasca corta 2008-2009 l'ha vista tornare ai campionati europei a Fiume in cui ha vinto tre medaglie: l'oro con il primo primato mondiale in vasca corta per una nuotatrice italiana negli 800 m stile, l'argento nei 400 m misti arrivando davanti alla compagna Francesca Segat e il bronzo nei 400 m stile.
L'appuntamento più importante per la Filippi sono sicuramente i campionati mondiali da disputarsi a Roma, sua città natale, che hanno in programma anche la gara dei 1500 m femminili, non nel programma olimpico e di cui è primatista europea. Durante l'anno ha vinto ancora nove titoli italiani e preparato l'appuntamento mondiale partecipando anche ai Giochi del Mediterraneo tenuti a Pescara due settimane prima in cui ha vinto tre ori negli 800 m, nei 200 m dorso e con la 4×200 m.
Il 28 luglio 2009, ai campionati mondiali, ha conquistato la medaglia d'oro nei 1500 stile libero davanti a Lotte Friis ed a Camelia Potec, stabilendo anche il nuovo primato europeo (che le aveva portato via la Potec) e dei campionati con la seconda prestazione mai nuotata al mondo con il tempo di 15'44"93. Due giorni dopo ha disputato con Renata Spagnolo, Alice Carpanese e Federica Pellegrini la finale della staffetta 4×200 m che è giunta ancora quarta in finale. Il 1º agosto 2009 ha vinto la medaglia di bronzo negli 800 m stile libero battuta dalla Friis e da Joanne Jackson con il tempo di 8'17"21, nuovo primato italiano.

### Gli anni successivi
Dopo le vittorie mondiali di Roma la Filippi non ha più avuto, ad alto livello, il successo del quadriennio precedente: a fine 2009 ha vinto due titoli ai campionati invernali ed ha partecipato agli europei in vasca corta entrando in una sola finale senza vincere medaglie.
Nel 2010 ha vinto i suoi ultimi titoli italiani nel dorso ed ha nuotato agli europei di Budapest, sua ultima presenza a quel livello, senza brillare.
Nel settembre 2011 lascia l'Aurelia Nuoto dopo aver trascorso in questa squadra undici anni di attività.
Nel 2012, alle Olimpiadi di Londra, gareggia nei 200 m dorso, senza però arrivare in semifinale: in autunno annuncia il proprio ritiro dall'agonismo, a soli 25 anni.

## Primati personali
Vasca da 50 metri
- 200 m stile libero: 1'58"42
- 400 m stile libero: 4'07"15
- 800 m stile libero: 8'17"21
- 1500 m stile libero: 15'44"93
- 100 m dorso: 1'01"45
- 200 m dorso: 2'08"03
- 200 m misti: 2'11"25
- 400 m misti: 4'34"34 (primato italiano)
- 4×200 m stile libero: 7'46"57 (primato italiano)
- 4×100 m mista: 4'04"90

Vasca da 25 metri
- 400 m stile libero: 3'59"35
- 800 m stile libero: 8'04"53 (primato italiano)
- 100 m dorso: 1'01"25
- 200 m dorso: 2'04"55
- 200 m misti: 2'10"21
- 400 m misti: 4'26"06 (primato italiano)
- 4×100 m stile libero: 3'39"18
- 4×200 m stile libero: 7'50"39

## Progressione

### Vasca da 50 metri
| anno | 200 m sl | 400 m sl | 800 m sl | 1500 m sl  | 100 m do   | 200 m do   | 200 m mx   | 400 m mx   |
| ---- | -------- | -------- | -------- | ---------- | ---------- | ---------- | ---------- | ---------- |
| 1998 | ---      | ---      | ---      | ---        | 1'20"6 *m  | 2'46"4 *m  | 2'45"7 *m  | ---        |
| 1999 | ---      | ---      | ---      | ---        | 1'13"4 *m  | 2'35"5 *m  | 2'38"6 *m  | ---        |
| 2000 | ---      | ---      | ---      | ---        | 1'10"31    | 2'27"95    | 2'32"70    | 5'13"63    |
| 2001 | ---      | ---      | ---      | ---        | 1'06"64    | 2'19"28    | 2'24"30    | 4'58"11    |
| 2002 | ---      | ---      | ---      | ---        | 1'06"42    | 2'17"99    | 2'20"23    | 4'52"49    |
| 2003 | ---      | ---      | ---      | ---        | 1'05"84    | 2'16"87    | 2'19"09 *j | 4'49"67 *j |
| 2004 | ---      | ---      | ---      | ---        | 1'03"38    | 2'14"22    | 2'17"64    | 4'47"14    |
| 2005 | 2'02"89  | 4'17"42  | ---      | ---        | 1'02"11 *c | 2'11"44 *c | 2'16"58 *c | 4'40"61 *c |
| 2006 | 1'59"26  | 4'08"43  | 8'45"47  | ---        | 1'01"52    | 2'09"76    | 2'13"75    | 4'35"80    |
| 2007 | 2'00"64  | 4'15"49  | 8'28"73  | ---        | 1'02"73    | 2'09"04    | 2'13"08    | 4'37"03    |
| 2008 | 1'58"42  | 4'09"12  | 8'20"23  | 15'52"84 E | 1'02"16    | 2'09"95    | 2'13"84    | 4'34"34    |
| 2009 | 2'02"21  | 4'07"15  | 8'17"21  | 15'44"93 E | 1'01"45    | 2'08"03    | 2'11"25    | 4'37"35    |
| 2010 | 2'03"82  | 4'20"85  | 8'45"05  | 16'30"21   | 1'03"52    | 2'11"97    | 2'19"70    | 4'46"85    |

- *m = tempo manuale
- *j = primato italiano "juniores"
- *c = primato italiano "cadette"
- E = primato europeo, M = mondiale

### Vasca da 25 metri
| anno | 400 m sl  | 800 m sl  | 100 m do | 200 m do | 200 m mx | 400 m mx |
| ---- | --------- | --------- | -------- | -------- | -------- | -------- |
| 2005 | 4'15"7 *m | ---       | 1'01"55  | 2'09"65  | 2'14"39  | 4'38"76  |
| 2006 | ---       | ---       | 1'01"25  | 2'07"33  | 2'13"74  | 4'35"32  |
| 2007 | 4'03"82   | ---       | 1'02"90  | ---      | 2'14"99  | 4'31"58  |
| 2008 | 4'06"07   | 8'12"84   | 1'02"78  | 2'02"36  | 2'14"97  | 4'29"86  |
| 2009 | 3'59"35   | 8'04"53 M | ---      | 2'04"55  | 2'10"21  | 4'26"06  |
| 2010 | 4'02"91   | 8'16"94   | 1'01"43  | 2'05"86  | 2'13"12  | ---      |
| 2011 | ---       | ---       | 1'01"64  | 2'08"53  | ---      | ---      |

## Palmarès
nota: M = primato mondiale, E = europeo
| Giochi olimpici             | 400 m st. libero | 800 m st. libero | ---               | 100 m dorso             | 200 m dorso               | 200 m misti               | 400 m misti            | 4×100 m st. libero           | 4×200 m st. libero                 | 4×100 m mista                     |
| 2004 Atene Grecia           | ---              | ---              | ---               | ---                     | 21ª in batteria 2'17"29   | 21ª in batteria 2'19"29   | 16ª 4'47"26            | ---                          | 14ª - 8'15"30 frazione: 2'04"09    | ---                               |
| 2008 Pechino Cina           | ---              | Argento 8'20"23  | ---               | ---                     | ---                       | ---                       | 5ª 4'34"34             | ---                          | 4ª - 7'49"76 - E frazione: 1'56"68 | ---                               |
| 2012 Londra Regno Unito     | ---              | ---              | ---               | ---                     | 23ª in batteria 2'12"40   | ---                       | ---                    | ---                          | ---                                | ---                               |
| Campionati del mondo        | 400 m st. libero | 800 m st. libero | 1500 m st. libero | 100 m dorso             | 200 m dorso               | 200 m misti               | 400 m misti            | 4×100 m st. libero           | 4×200 m st. libero                 | 4×100 m mista                     |
| 2005 Montréal Canada        | ---              | ---              | ---               | ---                     | 5ª 2'11"44                | ---                       | 12ª 4'47"32            | ---                          | ---                                | 5ª - 4'04"90 frazione: 1'02"34    |
| 2007 Melbourne Australia    | ---              | ---              | ---               | 22ª in batteria 1'02"73 | 8ª 2'11"41                | ---                       | ---                    | ---                          | ---                                | ---                               |
| 2009 Roma Italia            | ---              | Bronzo 8'17"21   | Oro 15'44"93 - E  | ---                     | ---                       | ---                       | 11ª 4'39"58            | ---                          | 4ª - 7'46"57 frazione: 1'56"97     | ---                               |
| Mondiali in vasca corta     | 400 m st. libero | 800 m st. libero | ---               | 100 m dorso             | 200 m dorso               | 200 m misti               | 400 m misti            | 4×100 m st. libero           | 4×200 m st. libero                 | 4×100 m mista                     |
| 2006 Shanghai Cina          | ---              | ---              | ---               | ---                     | 4ª 2'07"33                | ---                       | Argento 4'35"32        | 7ª - 3'39"18 frazione: 55"16 | 4ª - 7'50"39 frazione: 1'57"65     | ---                               |
| 2008 Manchester Regno Unito | ---              | 5ª 8'18"45       | ---               | ---                     | ---                       | ---                       | 5ª 4'33"56             | ---                          | ---                                | ---                               |
| Campionati europei          | 400 m st. libero | 800 m st. libero | 1500 m st. libero | 100 m dorso             | 200 m dorso               | 200 m misti               | 400 m misti            | 4×100 m st. libero           | 4×200 m st. libero                 | 4×100 m mista                     |
| 2004 Madrid Spagna          | ---              | ---              | ---               | ---                     | ---                       | 13ª in semifinale 2'20"81 | 7ª 4'51"50             | ---                          | ---                                | ---                               |
| 2006 Budapest Ungheria      | 4ª 4'08"43       | ---              | ---               | ---                     | 10ª in semifinale 2'13"35 | Bronzo 2'13"75            | Oro 4'35"80            | ---                          | 5ª - 8'02"61 frazione: 2'00"55     | ---                               |
| 2008 Eindhoven Paesi Bassi  | 4ª 4'09'12       | Oro 8'23"50      | ---               | ---                     | ---                       | 10ª in semifinale 2'15"61 | Oro 4'36"68            | ---                          | Bronzo: 7'55"69 frazione: 1'58"47  | ---                               |
| 2010 Budapest Ungheria      | ---              | ---              | ---               | ---                     | 17ª in batteria 2'14"84   | ---                       | ---                    | ---                          | ---                                | ---                               |
| Europei in vasca corta      | 400 m st. libero | 800 m st. libero | ---               | 100 m dorso             | 200 m dorso               | 200 m misti               | 400 m misti            | 4×50 m st. libero            | ---                                | 4×50 m mista                      |
| 2004 Vienna Austria         | ---              | ---              | ---               | ---                     | ---                       | 12ª in batteria 2'16"03   | 5ª 4'38"76             | 7ª - 1'41"96 frazione: 25"64 | ---                                | ---                               |
| 2005 Trieste Italia         | ---              | ---              | ---               | ---                     | ---                       | 10ª in batteria 2'14"79   | 4ª 4'36"85             | ---                          | ---                                | ---                               |
| 2006 Helsinki Finlandia     | 5ª 4'03"82       | ---              | ---               | ---                     | ---                       | 14ª in batteria 2'14"99   | Oro 4'31"58            | 7ª - 1'41"12 frazione: 25"30 | ---                                | ---                               |
| 2007 Debrecen Ungheria      | ---              | Bronzo 8'12"84   | ---               | ---                     | ---                       | ---                       | Oro 4'30"46            | ---                          | ---                                | ---                               |
| 2008 Fiume Croazia          | Bronzo 3'59"35   | Oro 8'04"53 - M  | ---               | ---                     | ---                       | ---                       | Argento 4'26"06        | ---                          | ---                                | ---                               |
| 2009 Istanbul Turchia       | 5ª 4'03"55       | ---              | ---               | ---                     | 24ª in batteria 2'09"10   | ---                       | ---                    | ---                          | ---                                | ---                               |
| Giochi del Mediterraneo     | 400 m st. libero | 800 m st. libero | ---               | 100 m dorso             | 200 m dorso               | 200 m misti               | 400 m misti            | 4×100 m st. libero           | 4×200 m st. libero                 | 4×100 m mista                     |
| 2005 Almeria Spagna         | ---              | ---              | ---               | ---                     | Oro 2'12"65               | Bronzo 2'18"01            | Oro 4'40"61            | ---                          | Bronzo: 8'13"22 frazione: 2'04"69  | Bronzo: 4'11"85 frazione: 1'03"10 |
| 2009 Pescara Italia         | ---              | Oro 8'20"78      | ---               | ---                     | Oro 2'08"03               | ---                       | ---                    | ---                          | Oro: 7'56"69 frazione: 1'58"46     | ---                               |
| Europei giovanili           | 400 m st. libero | 800 m st. libero | 1500 m st. libero | 100 m dorso             | 200 m dorso               | 200 m misti               | 400 m misti            | 4×100 m st. libero           | 4×200 m st. libero                 | 4×100 m mista                     |
| 2002 Linz Austria           | ---              | ---              | ---               | ---                     | 13ª in batteria 2'22"59   | 11ª in batteria 2'24"72   | 9ª in batteria 5'01"48 | ---                          | ---                                | ---                               |
| 2003 Glasgow Scozia         | ---              | ---              | ---               | ---                     | ---                       | 6ª 2'19"09                | 4ª 4'49"67             | ---                          | ---                                | ---                               |

### Campionati italiani
- 38 titoli individuali e 6 in staffette, così ripartiti:
- 3 nei 400 m stile libero
- 3 negli 800 m stile libero
- 3 nei 1500 m stile libero
- 2 nei 100 m dorso
- 10 nei 200 m dorso
- 7 nei 200 m misti
- 10 nei 400 m misti
- 2 nella staffetta 4×50 m stile libero
- 1 nella staffetta 4×100 m stile libero
- 2 nella staffetta 4×200 m stile libero
- 1 nella staffetta 4×100 m mista

nd = non disputata
| Anno | Edizione    | st.libero 400 m | st.libero 800 m | st.libero 1500 m | st.libero 4×50 m | st.libero 4×100 m | st.libero 4×200 m | dorso 100 m | dorso 200 m | farfalla 200 m | misti 200 m | misti 400 m | mista 4×50 m | mista 4×100 m |
| ---- | ----------- | --------------- | --------------- | ---------------- | ---------------- | ----------------- | ----------------- | ----------- | ----------- | -------------- | ----------- | ----------- | ------------ | ------------- |
| 2002 | Estivi      | -               | -               | -                | nd               | -                 | 2                 | -           | -           | -              | -           | 3           | nd           | -             |
| 2002 | Invernali   | -               | -               | nd               | 3                | nd                | nd                | -           | -           | -              | -           | -           | -            | nd            |
| 2003 | Primaverili | -               | -               | -                | nd               | 3                 | -                 | -           | -           | -              | -           | -           | nd           | -             |
| 2003 | Invernali   | -               | -               | nd               | 3                | nd                | nd                | -           | -           | -              | -           | 3           | -            | nd            |
| 2004 | Primaverili | -               | -               | -                | nd               | 2                 | 3                 | -           | 3           | -              | 1           | 1           | nd           | -             |
| 2004 | Estivi      | -               | -               | -                | nd               | 2                 | 3                 | -           | -           | -              | 1           | 1           | nd           | -             |
| 2004 | Invernali   | -               | -               | nd               | 1                | nd                | nd                | 2           | 1           | -              | 3           | 1           | 3            | nd            |
| 2005 | Primaverili | -               | -               | -                | nd               | 2                 | -                 | 1           | 1           | -              | 1           | 1           | nd           | -             |
| 2005 | Estivi      | -               | -               | -                | nd               | 2                 | -                 | 1           | 1           | -              | 1           | 1           | nd           | -             |
| 2005 | Invernali   | -               | -               | nd               | 1                | nd                | nd                | -           | -           | -              | 2           | -           | -            | nd            |
| 2006 | Primaverili | 1               | -               | -                | nd               | 2                 | 1                 | -           | -           | -              | -           | -           | nd           | -             |
| 2006 | Estivi      | -               | -               | -                | nd               | 1                 | 1                 | -           | 1           | -              | -           | -           | nd           | -             |
| 2006 | Invernali   | -               | 1               | nd               | nd               | nd                | nd                | -           | 1           | 3              | -           | 1           | nd           | nd            |
| 2007 | Estivi      | -               | -               | -                | nd               | -                 | -                 | -           | 1           | -              | 1           | 1           | nd           | -             |
| 2007 | Invernali   | -               | -               | -                | nd               | nd                | nd                | -           | 1           | -              | 1           | 1           | nd           | nd            |
| 2008 | Primaverili | -               | -               | -                | nd               | -                 | -                 | -           | -           | -              | -           | 1           | nd           | -             |
| 2008 | Estivi      | -               | -               | 1                | nd               | -                 | 2                 | -           | -           | -              | -           | -           | nd           | 1             |
| 2009 | Primaverili | 1               | 1               | 1                | nd               | 3                 | -                 | -           | 1           | -              | -           | 1           | nd           | -             |
| 2009 | Estivi      | -               | -               | 1                | nd               | 3                 | 3                 | -           | -           | -              | 1           | -           | nd           | 2             |
| 2009 | Invernali   | 1               | 1               | nd               | nd               | nd                | nd                | -           | 2           | -              | -           | -           | nd           | nd            |
| 2010 | Primaverili | -               | -               | 2                | -                | -                 | -                 | -           | 1           | -              | -           | -           | -            | -             |
| 2010 | Invernali   | -               | -               | nd               | -                | nd                | nd                | -           | 1           | -              | -           | -           | -            | nd            |